# چالش موز و اسپرایت

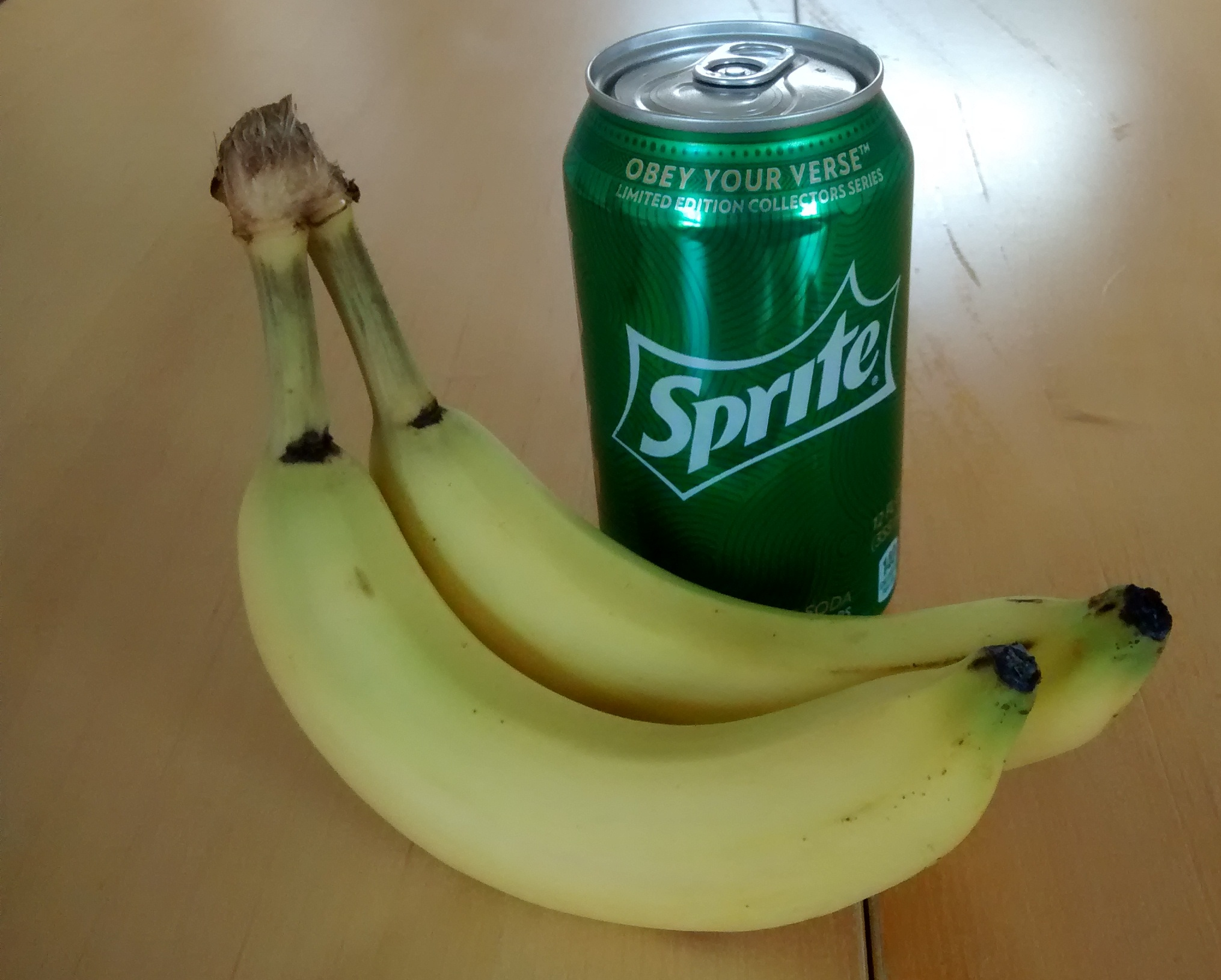
دو موز و یک قوطی اسپرایت

چالش موز و اسپرایت، چالشی است که در آن شرکت کننده باید دو موز و یک لیتر نوشابه اسپرایت را به سرعت بخورد، بدون اینکه استفراغ کند. نمونه‌های دیگری نیز از این چالش وجود دارد، اما فرضیه ای که باعث به وجود آمدن این چالش شده، این است که بدن نمی‌تواند دو ماده غذایی را به‌طور همزمان هضم کند.
واکنش استفراغ، یک واکنش شیمیایی معمول بین دو ماده غذایی است که ممکن است با خوردن مقدار زیادی ماده غذایی یا مایع در یک مدت زمان محدود به وجود آید. متخصص تغذیه، هدر بولین می‌گوید که معده انسان فقط گنجایش حدود دو فنجان مایع را دارد و می‌گوید: «اگر مقدار زیادی مواد غذایی یا مایع در معده شما وجود داشته باشد، و معده شما گنجایش آنها را نداشته باشد، ممکن است باعث استفراغ شما گردد». بنابراین، واکنش استفراغ احتمالاً ناشی از عدم توانایی معده در نگهداری مواد است.والبته می توان چنین در نظر گرفت که کل ماجرا ترفندی باشد برای فروش بیشتر این نوشیدنی و تشویق به خرید و مصرف این نوشیدنی